# Válur
Denna artikel behandlar orten på Färöarna, för fotbollslaget Valur från Island, se Valur.
Válur (IPA: [ˈvɔalʊɹ], danska: Vålen), är en ort på Färöarna, belägen i Kvívíks kommun på ön Streymoy. Orten hade 49 invånare vid folkräkningen 2015., men har vuxit ihop med den intilliggande orten Vestmanna (i grannkommunen Vestmannas kommun) och betraktas ibland som en del av denna.

## Befolkningsutveckling
| Befolkningsutvecklingen i Válur 1985–2015 | Befolkningsutvecklingen i Válur 1985–2015 | Befolkningsutvecklingen i Válur 1985–2015 | Befolkningsutvecklingen i Válur 1985–2015 | Befolkningsutvecklingen i Válur 1985–2015 |
| ----------------------------------------- | ----------------------------------------- | ----------------------------------------- | ----------------------------------------- | ----------------------------------------- |
|                                           |                                           |                                           |                                           |                                           |
| År                                        |                                           |                                           | Folkmängd                                 |                                           |
| 1985                                      | 1985                                      |                                           | 56                                        |                                           |
| 1990                                      | 1990                                      |                                           | 56                                        |                                           |
| 1995                                      | 1995                                      |                                           | 48                                        |                                           |
| 2000                                      | 2000                                      |                                           | 54                                        |                                           |
| 2005                                      | 2005                                      |                                           | 59                                        |                                           |
| 2010                                      | 2010                                      |                                           | 50                                        |                                           |
| 2015                                      | 2015                                      |                                           | 49                                        |                                           |
|                                           |                                           |                                           |                                           |                                           |